# Vidhu Vinod Chopra

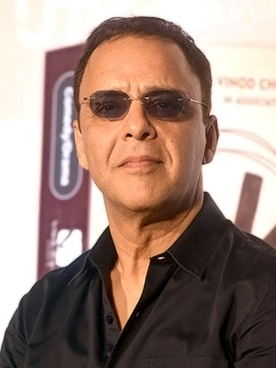
Vidhu Vinod Chopra, 2015

Vidhu Vinod Chopra (Hindi: विधु) (* 5. September 1952 in Srinagar, Kaschmir) ist ein indischer Filmregisseur, Drehbuchautor und Filmproduzent des Hindi-Films.

## Leben
Chopra dreht 1981 seinen ersten Spielfilm Sazaye Maut, er hatte nur ein kleines Budget zur Verfügung und arbeitet mit dem damals noch unbekannten Schauspieler Naseeruddin Shah und dem Redakteur Renu Saluja, die seine Kommilitonen am Film and Television Institute of India waren.
Er ist mit der Journalistin, Autorin und Filmkritikerin Anupama Chopra verheiratet.

## Filmografie

### Als Regisseur
- 1976: Murder at Monkey Hill
- 1978: An Encounter with Faces
- 1981: Sazaye Maut
- 1985: Khamosh
- 1989: Parinda
- 1994: 1942: A Love Story
- 1998: Kareeb
- 2000: Mission Kashmir – Der blutige Weg der Freiheit (Mission Kashmir)
- 2007: Eklavya: The Royal Guard
- 2015: Broken Horses

### Als Produzent
- 1983: Jaane Bhi Do Yaaro
- 1985: Khamosh
- 1989: Parinda
- 1994: 1942: A Love Story
- 1998: Kareeb
- 2000: Mission Kashmir – Der blutige Weg der Freiheit (Mission Kashmir)
- 2003: Munna Bhai MBBS
- 2005: Parineeta (Parineeta: The Married Woman)
- 2006: Lage Raho Munna Bhai
- 2007: Eklavya: The Royal Guard
- 2009: 3 Idiots
- 2012: Ferrari Ki Sawaari
- 2014: PK

## Auszeichnungen
- Filmfare Awards für den besten Film
  - 2010 für den Film 3 Idiots

- Filmfare Awards für die beste Regie
  - 1990 für den Film Parinda

- Filmfare Awards für die beste Story
  - 2007 für den Film Lage Raho Munnabhai

- Filmfare Awards für das beste Drehbuch
  - 2004 für den Film Munnabhai M.B.B.S.
  - 2010 für den Film 3 Idiots

- Tampere International Short Film Festival für den besten Film
  - 1980 für den Film An Encounter with Faces

- National Film Awards für den besten Unterhaltungsfilm
  - 2006 für den Film Lage Raho Munna Bhai

- National Film Awards für das beste Drehbuch
  - 2006 für den Film Lage Raho Munna Bhai

- Global Indian Film Awards für den besten Film und die beste Story
  - 2006 für den Film Lage Raho Munna Bhai

- Bollywood Movie Awards für den besten Film
  - 2007 für den Film Lage Raho Munnabhai

- Bollywood Movie Awards für das beste Drehbuch
  - 2006 für den Film Parineeta

- Zee Cine Awards für den besten Dialog
  - 2006 für den Film Parineeta

- IIFA Awards für das beste Drehbuch
  - 2006 für den Film Parineeta

- Indira Gandhi Awards für den besten Debütfilm
  - 2005 für den Film Parineeta